# Episodi di Doctor Who (serie televisiva 1963) (terza stagione)
Questa voce contiene l'elenco dei 45 episodi della terza stagione della serie TV Doctor Who. Nel Regno Unito questi episodi sono stati trasmessi dall'11 settembre 1965 al 16 luglio 1966, in Italia, invece, questa stagione è del tutto inedita.
Come per tutte le stagioni della serie classica, gli episodi vengono suddivisi in "macrostorie" (in inglese, serial) con una propria continuità narrativa e un proprio titolo, qui indicato nella colonna "Titolo serial" della tabella. Particolarità di questa stagione è quella di avere un episodio "singolo", non inserito in alcun serial, e l'abbandono, a partire da I selvaggi del titolo per ogni specifico episodio, mentre comincia ad essere usato il titolo del serial, accompagnato da una numerazione crescente.
Più della metà degli episodi che compongono questa stagione è inoltre andata perduta: questi episodi sono contrassegnati da una P. Alcuni episodi (indicati con A) sono stati ricostruiti attraverso l'animazione. L'episodio elencato con "R" ha avuto un remake eseguito dalla UCLan.
| nº | Titolo originale                | Titolo italiano                  | Prima TV UK       | Prima TV Italia | Titolo serial                        |
| -- | ------------------------------- | -------------------------------- | ----------------- | --------------- | ------------------------------------ |
| 1  | Four Hundred Dawn (P) (A)       | Quattrocento albe                | 11 settembre 1965 | inedito         | Galaxy 4                             |
| 2  | Trap of Steel (P) (A)           | Trappola d'acciaio               | 18 settembre 1965 | inedito         | Galaxy 4                             |
| 3  | Air Lock (A)                    | Tenuta stagna                    | 25 settembre 1965 | inedito         | Galaxy 4                             |
| 4  | The Exploding Planet (P) (A)    | Il pianeta che esplode           | 2 ottobre 1965    | inedito         | Galaxy 4                             |
| 5  | Mission to the Unknown (P)(R)   | Missione verso l'ignoto          | 9 ottobre 1965    | inedito         | Mission to the Unknown               |
| 6  | Temple of Secrets (P)           | Il tempio dei segreti            | 16 ottobre 1965   | inedito         | The Myth Makers                      |
| 7  | Small Prophet, Quick Return (P) | Piccolo profeta, ritorno veloce  | 23 ottobre 1965   | inedito         | The Myth Makers                      |
| 8  | Death of a Spy (P)              | Morte di una spia                | 30 ottobre 1965   | inedito         | The Myth Makers                      |
| 9  | Horse of Destruction (P)        | Il cavallo della distruzione     | 6 novembre 1965   | inedito         | The Myth Makers                      |
| 10 | The Nightmare Begins (P)        | L'incubo inizia                  | 13 novembre 1965  | inedito         | The Daleks' Master Plan              |
| 11 | Day of Armageddon               | Il giorno della battaglia finale | 20 novembre 1965  | inedito         | The Daleks' Master Plan              |
| 12 | Devil's Planet (P)              | Il pianeta del diavolo           | 27 novembre 1965  | inedito         | The Daleks' Master Plan              |
| 13 | The Traitors (P)                | I traditori                      | 4 dicembre 1965   | inedito         | The Daleks' Master Plan              |
| 14 | Counter Plot                    | Contro complotto                 | 11 dicembre 1965  | inedito         | The Daleks' Master Plan              |
| 15 | Coronas of the Sun (P)          | Le corone del Sole               | 18 dicembre 1965  | inedito         | The Daleks' Master Plan              |
| 16 | The Feast of Steven (P)         | Il banchetto di Steven           | 25 dicembre 1965  | inedito         | The Daleks' Master Plan              |
| 17 | Volcano (P)                     | Vulcano                          | 1º gennaio 1966   | inedito         | The Daleks' Master Plan              |
| 18 | Golden Death (P)                | Morte dorata                     | 8 gennaio 1966    | inedito         | The Daleks' Master Plan              |
| 19 | Escape Switch                   | Via di fuga                      | 15 gennaio 1966   | inedito         | The Daleks' Master Plan              |
| 20 | The Abandoned Planet (P)        | Il pianeta abbandonato           | 22 gennaio 1966   | inedito         | The Daleks' Master Plan              |
| 21 | Destruction of Time (P)         | La distruzione del tempo         | 29 gennaio 1966   | inedito         | The Daleks' Master Plan              |
| 22 | War of God (P)                  | La guerra di Dio                 | 5 febbraio 1966   | inedito         | The Massacre of St Bartholomew's Eve |
| 23 | The Sea Beggar (P)              | Il mendicante del mare           | 12 febbraio 1966  | inedito         | The Massacre of St Bartholomew's Eve |
| 24 | Priest of Death (P)             | Il prete della morte             | 19 febbraio 1966  | inedito         | The Massacre of St Bartholomew's Eve |
| 25 | Bell of Doom (P)                | La campana del destino           | 26 febbraio 1966  | inedito         | The Massacre of St Bartholomew's Eve |
| 26 | The Steel Sky                   | Cielo d'acciaio                  | 5 marzo 1966      | inedito         | The Ark                              |
| 27 | The Plague                      | La peste                         | 12 marzo 1966     | inedito         | The Ark                              |
| 28 | The Return                      | Il ritorno                       | 19 marzo 1966     | inedito         | The Ark                              |
| 29 | The Bomb                        | La bomba                         | 26 marzo 1966     | inedito         | The Ark                              |
| 30 | The Celestial Toyroom (P)(A)    | La stanza dei giochi celestiale  | 2 aprile 1966     | inedito         | The Celestial Toymaker               |
| 31 | The Hall of Dolls (P)(A)        | La sala delle bambole            | 9 aprile 1966     | inedito         | The Celestial Toymaker               |
| 32 | The Dancing Floor (P)(A)        | La pedana da ballo               | 16 aprile 1966    | inedito         | The Celestial Toymaker               |
| 33 | The Final Test(A)               | Il test finale                   | 23 aprile 1966    | inedito         | The Celestial Toymaker               |
| 34 | A Holiday for the Doctor        | Una vacanza per il Dottore       | 30 aprile 1966    | inedito         | The Gunfighters                      |
| 35 | Don't Shoot the Pianist         | Non sparate sul pianista         | 7 maggio 1966     | inedito         | The Gunfighters                      |
| 36 | Johnny Ringo                    | Johnny Ringo                     | 14 maggio 1966    | inedito         | The Gunfighters                      |
| 37 | The OK Corral                   | L'OK Corral                      | 21 maggio 1966    | inedito         | The Gunfighters                      |
| 38 | The Savages I (P) (A)           | I selvaggi I                     | 28 maggio 1966    | inedito         | The Savages                          |
| 39 | The Savages II (P) (A)          | I selvaggi II                    | 4 giugno 1966     | inedito         | The Savages                          |
| 40 | The Savages III (P) (A)         | I selvaggi III                   | 11 giugno 1966    | inedito         | The Savages                          |
| 41 | The Savages IV (P) (A)          | I selvaggi IV                    | 18 giugno 1966    | inedito         | The Savages                          |
| 42 | The War Machines I              | Le macchine da guerra I          | 25 giugno 1966    | inedito         | The War Machines                     |
| 43 | The War Machines II             | Le macchine da guerra II         | 2 luglio 1966     | inedito         | The War Machines                     |
| 44 | The War Machines III            | Le macchine da guerra III        | 9 luglio 1966     | inedito         | The War Machines                     |
| 45 | The War Machines IV             | Le macchine da guerra IV         | 16 luglio 1966    | inedito         | The War Machines                     |

## Galaxy 4
- Diretto da: Derek Martinus
- Scritto da: William Emms
- Dottore: Primo Dottore (William Hartnell)
- Compagni di viaggio: Vicki (Maureen O'Brien), Steven Taylor (Peter Purves)

### Trama
Sul pianeta Galaxy 4, in procinto di esplodere, il Dottore, Steven e Vicki devono aiutare i pacifici Rill, la cui astronave è precipitata. Insieme ai loro robot, chiamati Chumblie, i Rill devono sconfiggere i malvagi Drahvin, che vogliono impossessarsi dell'astronave per fuggire dal pianeta prima che esso esploda...

## Mission to the Unknown
- Diretto da: Derek Martinus
- Scritto da: Terry Nation
- Personaggi: Marc Cory (Edward De Souza)

### Trama
Sul pianeta Kembel, l'agente Marc Cory del Servizio Speciale di Sicurezza, scopre che i Dalek stanno pianificando un massiccio attacco al sistema solare. Cory viene ucciso, ma il nastro con le sue scoperte sopravvive...

## The Myth Makers
- Diretto da: Micheal Leeson-Smith
- Scritto da: Donald Cotton
- Dottore: Primo Dottore (William Hartnell)
- Compagni di viaggio: Vicki (Maureen O'Brien), Steven Taylor (Peter Purves)

### Trama
Giunto nel periodo della leggendaria Guerra di Troia, il Dottore, scambiato per il dio Zeus, suggerisce agli Achei il metodo per conquistare l'inespugnabile Troia: l'omonimo cavallo di legno, "lasciato in dono" ai Troiani. Al termine dell'avventura Vicki, innamorata del guerriero Troilo, lascia il gruppo.

## The Daleks' Masterplan
- Diretto da: Douglas Camfield
- Scritto da: Terry Nation (episodi I-V, VII), Dennis Spooner (episodi VI, VIII-XII)
- Dottore: Primo Dottore (William Hartnell)
- Compagni di viaggio: Steven Taylor (Peter Purves)

### Trama
Il TARDIS giunge nella giungla del pianeta Kembel e trova il nastro dell'agente Cory (ucciso in Mission to the Unknown) che rivela il piano dei Dalek per distruggere il Sistema Solare. Il Dottore incontra l'agente terrestre Bret Vyon ed insieme a lui scoprono che Mavic Chen, il guardiano del sistema solare, ha tradito la Terra ed ha consentito che i Dalek costruissero un'arma terribile: il Distruttore del Tempo. Per il Dottore ed i suoi compagni inizierà una dura battaglia contro Mavic, i Dalek ed un nemico di vecchia data, un Signore del Tempo camuffato da monaco (già visto in The Time Meddler), che lascerà vittime da ambo le parti.

## The Massacre of St. Bartholomew's Eve
- Diretto da: Paddy Russel
- Scritto da: John Lucarotti (episodi I-III), Donald Tosh (episodio IV)
- Dottore: Primo Dottore (William Hartnell)
- Compagni di viaggio: Steve Taylor (Peter Purves), Dodo Chaplet (Jackie Lane)

### Trama
Il Dottore ed i suoi compagni giungono nella Francia del XVI secolo, durante la faida tra cattolici e protestanti, che culminerà con il massacro di San Bartolomeo. Alla fine del serial, Dodo Chaplet si unirà al gruppo.

## The Ark
- Diretto da: Michael Imison
- Scritto da: Paul Erikson e Lesley Scott
- Dottore: Primo Dottore (William Hartnell)
- Compagni di viaggio: Steven Taylor (Peter Purves), Dodo Chaplet (Jackie Lane)

### Trama
Il Dottore, Steven e Dodo si materializzano a bordo di una gigantesca Arca spaziale, che trasporta i Guardiani, abitanti di un pianeta distrutto, e i Monoidi, i loro schiavi. Una volta debellata una malattia che affliggeva gli abitanti dell'Arca, il trio riparte, ma si materializza nello stesso luogo ben 700 anni dopo, scoprendo che le condizioni di vita all'interno dell'Arca sono peggiorate grazie al loro intervento.

## The Celestial Toymaker
- Diretto da: Bill Sellars
- Scritto da: Brian Hayles
- Dottore: Primo Dottore (William Hartnell)
- Compagni di viaggio: Steven Taylor (Peter Purves), Dodo Chaplet (Jackie Lane)

### Trama
Il TARDIS atterra nel regno del misterioso "Giocattolaio Celestiale" che costringe i viaggiatori a partecipare a degli strani giochi. La posta in palio è la loro vita!

## The Gunfighters
- Diretto da: Rex Tucker
- Scritto da: Donald Cotton
- Dottore: Primo Dottore (William Hartnell)
- Compagni di viaggio: Steven Taylor (Peter Purves), Dodo Chaplet (Jackie Lane)

### Trama
Il Dottore giunge nel selvaggio West, a Tombstone, in Arizona, poco prima del famoso duello tra i Clanton e gli Earp all'OK Corral.

## The Savages
- Diretto da: Christopher Barry
- Scritto da: Ian Stuart Black
- Dottore: Primo Dottore (William Hartnell)
- Compagni di viaggio: Steven Taylor (Peter Purves), Dodo Chaplet (Jackie Lane)

### Trama
Su un lontano pianeta, il Dottore ed i suoi compagni incontrano la razza aliena degli Anziani, che vive sottraendo energia e forza vitale ad un gruppo di primitivi selvaggi. Dopo avere riappacificato i due gruppi, Steven decide di rimanere lì come loro leader.

## The War Machines
- Soggetto: Kit Pedler
- Diretto da: Michael Ferguson
- Scritto da: Ian Stuart Black, Kit Pedler e Pat Dunlop (questi ultimi non accreditati)
- Dottore: Primo Dottore (William Hartnell)
- Compagni di viaggio: Dodo Chaplet (Jackie Lane), Polly Wright (Anneke Wills) e Ben Jackson (Michael Craze)

### Trama
Tornato nella Londra del presente, il Dottore si ritrova a combattere WOTAN, un sofisticatissimo computer che, controllando le menti degli esseri umani, li vuole costringere a costruire un'armata di robot, con i quali conquistare il mondo. Il Dottore, insieme a Polly, un'affascinante segretaria, Ben, un marinaio londinese, e a Dodo, riuscirà a sconfiggere l'intelligenza artificiale.